# Micuru Komaeda
Micuru Komaeda (japonsko 古前田 充), japonski nogometaš in trener, 14. april 1950.
Za japonsko reprezentanco je odigral dve uradni tekmi.